# 艶歌四人姫
『艶歌四人姫』（えんかよにんひめ）は、2015年3月7日から、BSフジで、不定期に放送されている、演歌・歌謡曲がメインの音楽・歌番組である。
初回のみ「ザッツ・演歌ーテイメント」。

## 内容
演歌界を代表する美女4人(艶歌四人姫)がゲストたちと繰り広げる歌とトーク

## 出演者
艶歌四人姫
坂本冬美
伍代夏子
藤あや子
香西かおり
進行
・渡辺和洋(フジテレビアナウンサー)

## 放送リスト
| 回数                                   | 放送日         | 放送時間     | ゲスト歌手                                                        | 自身の曲 | 昭和の歌姫メドレー                                                    |
| -------------------------------------- | -------------- | ------------ | ----------------------------------------------------------------- | --- | --------------------------------------------------------------------- |
| 1                                      | 2015年3月7日   | 19:00～20:55 | 冠二郎 山本譲二                                                   | 坂本冬美「夜桜お七」 伍代夏子「ひとり酒」 藤あや子「むらさき雨情」 香西かおり「無言坂」                               | 美空ひばり                                                            |
| 2                                      | 2015年6月13日  | 19:00～20:55 | 千昌夫 山川豊                                                     | 坂本冬美「あばれ太鼓」 伍代夏子「恋ざんげ」 藤あや子「こころ酒」 香西かおり「流恋草」                                 | テレサ・テン                                                          |
| 3                                      | 2015年9月12日  | 19:00～20:55 | 堀内孝雄 鳥羽一郎                                                 | 坂本冬美「火の国の女」 伍代夏子「鳴門海峡」 藤あや子「あや子のお国自慢だよ～がんばろな東北!!～」 香西かおり「雨酒場」 | 松田聖子                                                              |
| 4                                      | 2015年12月19日 | 19:00～20:55 | 細川たかし 増位山太志郎 杜このみ                                  | 坂本冬美「また君に恋してる」 伍代夏子「戻り川」 藤あや子「雪深深」 香西かおり「花挽歌」                               | 中島みゆき                                                            |
| 5                                      | 2016年3月19日  | 19:00～20:55 | 北島三郎 エドアルド                                               | 坂本冬美「凛として」 伍代夏子「金木犀」 藤あや子「おばこ巡礼歌」 香西かおり「人形(おもちゃ)」                         | 髙橋真梨子                                                            |
| 6                                      | 2016年5月7日   | 19:00～20:55 | 橋幸夫 美川憲一                                                   | 坂本冬美「祝い酒」 伍代夏子「忍ぶ雨」 藤あや子「雨夜酒」 香西かおり「酒のやど」                                       | 松任谷由実                                                            |
| 7                                      | 2016年7月9日   | 19:00～20:55 | 八代亜紀 瀬川瑛子                                                 | 坂本冬美「蛍の提灯」 伍代夏子「雪中花」 藤あや子「ふたりの絆」 香西かおり「最北航路」                                 | 山口百恵                                                              |
| 8                                      | 2016年10月1日  | 19:00～20:55 | 森昌子 冠二郎 桜井くみ子                                          | 坂本冬美「羅生門」 伍代夏子「矢車草」 藤あや子「曼珠沙華」 香西かおり「宇治川哀歌」                                   | 都はるみ                                                              |
| 9                                      | 2017年1月7日   | 19:00～21:55 | 加藤登紀子 ピーター 森山愛子                                      | 坂本冬美「大志（こころざし）」 伍代夏子「ふたり坂」 藤あや子「北へ…ひとり旅」 香西かおり「望郷十年」                  | 島倉千代子                                                            |
| 10                                     | 2017年3月18日  | 19:00～20:55 | 錦野旦 松崎しげる                                                 | 坂本冬美「能登はいらんかいね」 伍代夏子「港恋唄」 藤あや子「無情の酒」 香西かおり「風恋歌」                           | 岩崎宏美                                                              |
| 11                                     | 2017年4月15日  | 19:00～20:55 | 野口五郎 早見優                                                   | 坂本冬美「桜の如く」 伍代夏子「ほろよい酒場」 藤あや子「花のワルツ」 香西かおり「春陽炎」                             | 小柳ルミ子                                                            |
| 12                                     | 2017年9月９日  | 19:00～20:55 | 川中美幸 新沼謙治                                                 | 坂本冬美「花はただ咲く」 伍代夏子「満月」 藤あや子「うたかたの恋」 香西かおり「恋草紙」                               | 竹内まりや                                                            |
| 13                                     | 2017年11月18日 | 19:00～20:55 | 石川さゆり 井上由美子                                             | 坂本冬美「アジアの海峡」 伍代夏子「風待ち湊」 藤あや子「女泣川」 香西かおり「浮雲」                                   | 尊敬する先輩歌手 美空ひばり 五木ひろし ちあきなおみ 八代亜紀 松山千春 |
| 新春スペシャル(名場面集＋新年の誓い！) | 2018年1月2日   | 20:00～21:55 | なし                                                              | なし(名場面集) |                                                                       |
| 14                                     | 2018年2月10日  | 19:00～20:55 | 五木ひろし 丘みどり                                               | 坂本冬美「雪国 ～駒子その愛～」 伍代夏子「肱川あらし」 藤あや子「紅い糸」 香西かおり「酒の河」                        | 尊敬する女性歌手 美空ひばり 都はるみ 由紀さおり 山口百恵 テレサ・テン |
| 15                                     | 2018年3月24日  | 19:00～20:55 | 城之内早苗 石原詢子 田川寿美                                      | なし（名曲コラボレーションとしてゲストと代表曲を歌う）                                                                |                                                                       |
| 16                                     | 2018年6月9日   | 19:00～20:55 | なし(4人姫がそれぞれの思い出の街を訪れるという内容の為今回はなし) | なし(島倉千代子の名曲を披露するコーナーの為今回はなし)                                                                |                                                                       |
| 17                                     | 2018年11月10日 | 19:00～20:55 | 加山雄三 純烈                                                     | 坂本冬美「男の情話」 伍代夏子「憂愁平野」 藤あや子「港子守歌」 香西かおり「とうすみ蜻蛉」                             | ちあきなおみ                                                          |
| 18                                     | 2019年1月5日   | 19:00～20:55 | 前川清 原田悠里                                                   | 坂本冬美「風に立つ」 伍代夏子「京都二年坂」 藤あや子「雪荒野」 香西かおり「恋舟」                                     | 石川さゆり                                                            |
| 19                                     | 2019年8月24日  | 19:00～20:55 | 美川憲一 神野美伽                                                 | 坂本冬美「風うた」 伍代夏子「海峡の宿」 藤あや子「くちづけ」 香西かおり「潮岬情話」                                   | 尊敬する男性歌手 北島三郎 五木ひろし 前川清 細川たかし 吉幾三         |
| 20                                     | 2020年2月8日   | 19:00～20:55 | 海援隊 岩崎宏美                                                   | 坂本冬美「男の火祭り」 伍代夏子「舟」 藤あや子「女のまごころ」 香西かおり「倉敷ひとり雨」                             | 尊敬する女性歌手 島倉千代子 都はるみ 大月みやこ 中島みゆき 山口百恵   |
| 21                                     | 2020年8月15日  | 19:00～20:55 | 吉幾三 はやぶさ                                                   | なし(名場面集) | 夏の名曲集                                                            |
| 22                                     | 2021年2月28日  | 18:00～19:55 | 市川由紀乃 三山ひろし 浜博也                                      | なし(名場面集) | 冬の名曲集                                                            |
| 23                                     | 2021年9月26日  | 13:00～14:55 | 郷ひろみ 美貴じゅん子                                             | なし(名場面集) | なし(名場面集)                                                        |
| 24                                     | 2021年12月28日 | 19:00～20:55 | 天童よしみ 森山愛子                                               | 坂本冬美「雪国～駒子その愛～」 伍代夏子「雪中花」 藤あや子「雪深深」 香西かおり「氷雪の海」                           | なし(名場面集)                                                        |
| 25                                     | 2023年7月16日  | 18:00～19:55 | 小柳ルミ子 真田ナオキ                                             | 坂本冬美「あばれ太鼓」 伍代夏子「戻り川」 藤あや子「おんな」 香西かおり「雨酒場」                                     | なし(名場面集)                                                        |

## 制作スタッフ
- プロデューサー：中島寛朗 (BSフジ)、髙木直人 (JOE)、戸板雅明 (BSフジ・2017年11月〜)

- アシスタントプロデューサー：服部裕子（JOE）

- 構成：杉山錠士

- 演出：安田勝美（JOE）

- ディレクター：森勝嗣、熊谷公博、笹田征一郎 (JOE)

- アシスタントディレクター：菅野誠、小杉葉月、木村圭佑 (JOE)

- TP：椙本晃一 (テクノマックス)

- TD：伊勢本活敬、栄倉正美、千明裕史、高村和隆、池田浩之（テクノマックス）

- カメラ：高村和隆、大八木滋、深澤克仁、池田浩之、有田寛、中村郁夫、為末和寛、金子綾子、宿南和茂、石原啓之、石森和弘、板垣秀樹、徳永盛也、高見澤美栄子、石田和良、藤本茂樹、風間誠、滝瀬勝彦、加藤誠一、大西佑介、長尾一輝、鶴林克輝、黒越友香梨 (テクノマックス) / 高村実、佐藤雅浩 (SWIT)

- 照明：塚生崇 (テレビ東京アート)

- 音声：臼本泰一、門脇茂誠、芝崎素光、飯嶋康生、星川真視 (テクノマックス)

- VE：金野勝、宮前早智、辻源之、杉山博紀、佐久間元貴 (テクノマックス)

- 美術：小越敏彦、小野清菜、岩本朝美 (テレビ東京アート)

- 音効：本間孝男、藁谷良雄、菊永優太、塩屋吉絵 (SPOT)

- 編集・MA：スタジオスリーエイト (STUDIO38)

- アレンジ：周防泰臣 (エルエスミュージック)

- 制作：上 (JOE)